# Segmento (base de datos)
Un segmento (segment en inglés) es un conjunto de extensiones que contienen toda la información para una estructura lógica de almacenamiento específico dentro de un espacio de tablas.